# Die Buntkarierten
Die Buntkarierten ist ein deutscher Spielfilm der DEFA von Kurt Maetzig aus dem Jahr 1949. Er entstand nach dem Hörspiel Während der Stromsperre von Berta Waterstradt.

## Handlung
Im Jahr 1883 bringt das Dienstmädchen Marie eine uneheliche Tochter zur Welt, die Guste genannt wird. Marie verstirbt bei der Geburt und Guste wächst bei ihrer Großmutter auf. Obwohl sie als Kind lieber „Herrschaft“ werden will, ist auch sie später als Dienstmädchen in Stellung. Hier lernt sie den Malermeister Paul Schmiedecke kennen – es folgt die Heirat, zu der ihre Herrschaft ihr karierte Bettwäsche schenkt, die üblicherweise von Dienstmädchen benutzt wird. Guste gibt ihre Stellung auf und wird Hausfrau. Zehn Jahre später ist sie zweifache Mutter. Neben dem älteren Sohn Hans gehört auch Tochter Susi zur Familie. Der Erste Weltkrieg ist für die Familie schwer: Vater Paul wird eingezogen und die ungelernte Guste muss nun den Lebensunterhalt der Familie verdienen. Als ihr bewusst wird, dass sie als Granatendreherin indirekt für die Fortführung des Krieges arbeitet, kündigt sie ihre Arbeit und wird stattdessen Fensterputzerin. In der schweren Zeit hilft ihr auch die jüdische Nachbarsfamilie Lewin, die auf die Kinder aufpasst und zum Beispiel ihre Sachen näht.
Vater Paul kehrt unversehrt aus dem Krieg zurück und freut sich am meisten auf „die Buntkarierten“, wie er seiner Frau augenzwinkernd sagt. Er engagiert sich in der Gewerkschaft, wird jedoch in der Weltwirtschaftskrise arbeitslos und stirbt wenig später schwer erkrankt. Auch Sohn Hans verliert seine Arbeit, kurz nachdem er die junge Erika geheiratet hat und Vater von Christel geworden ist. Hitlers Macht wächst und Hans erhält wieder Arbeit: Wie seine Mutter Jahre zuvor ist er an der Herstellung von Granaten beteiligt. Guste macht ihm Vorwürfe, ahnt sie doch, dass es erneut zum Krieg kommen wird, doch ist Hans froh, nach vier Jahren Arbeitslosigkeit endlich wieder Geld verdienen zu können. Als Gustes Nachbarn Lewin deportiert werden, verspricht Guste, auf deren Wohnung aufzupassen. Sie reagiert mit Entsetzen, als das Mobiliar der Familie wenig später versteigert wird. Nur Hans kann sie beruhigen. Bei einem Bombenangriff auf Berlin werden Hans, Erika und die Kinder getötet. Guste ist verzweifelt und macht ihrer Wut lautstark Ausdruck. Sie wird verhaftet. Erst mit Ende des Zweiten Weltkriegs kann sie das Gefängnis verlassen.
Ihre Enkelin Christel hatte den Angriff auf Berlin überlebt, weil sie zu dem Zeitpunkt als Flakhelferin tätig war. Im Jahr 1949 wird sie nach einer Aufnahmeprüfung zum Studium zugelassen. Sie geht zu Guste, die ihr zur Feier des Tages ein Kleid überreicht, das sie extra für sie geschneidert hat – aus der buntkarierten Bettwäsche, die sie damals zu ihrer Hochzeit erhalten hatte.

## Produktion
Die Buntkarierten beruhte auf dem Hörspiel Während der Stromsperre der Autorin Berta Waterstradt, die den Stoff kurz nach Ende des Zweiten Weltkriegs niedergeschrieben hatte und mit dem Hörspiel einen großen Erfolg hatte – vom Berliner Rundfunk wurde es sechs Mal ausgestrahlt.
Zwar wurde Waterstradts Exposé zum Film von der DEFA zunächst abgelehnt, jedoch von Kurt Maetzig kurze Zeit später aufgegriffen. Er hatte zu dieser Zeit eigentlich eine Verfilmung des Romans Grüne Oliven und nackte Berge von Eduard Claudius über den Spanischen Bürgerkrieg drehen wollen, jedoch erwies sich das Drehbuch als unbrauchbar. Er traf Waterstradt zufällig im Kino und kam mit ihr ins Gespräch. Als Ersatz für den nicht zu verwirklichenden Film entschied er sich schließlich für Die Buntkarierten. Das Drehbuch zum Film verfasste Waterstradt.
Der Film wurde von 1948 bis 1949 im Studio Babelsberg gedreht. Die Außenaufnahmen entstanden in Berlin und Umgebung, unter anderem im Lokomotivwerk Hennigsdorf. Die Uraufführung erfolgte am 8. Juli 1949 im Berliner Kino Babylon. Im Premierenpublikum befanden sich unter anderem die Schriftsteller Arnold Zweig und Friedrich Wolf.
Vor der Premiere hatten die sowjetischen Berater des Films in einem Gutachten verschiedene Änderungswünsche vorgebracht. Unter anderem wurde kritisiert, dass Paul als Vertreter der Arbeiterklasse nur passiv agiert. Sein Leben solle heroischer enden, zum Beispiel durch einen Kampfaufruf Pauls an seine Kameraden auf dem Sterbebett. Auch Gustes Charakter wurde kritisiert, so habe sie zwar als Pazifistin die Arbeit in der Munitionsfabrik niedergelegt, hätte dabei jedoch „stärker agitatorisch wirken können“ und auch andere Frauen zum Protest gegen den Krieg und zur Arbeitsniederlegung bringen müssen. „Es war keineswegs obligatorisch, Änderungswünsche der sowjetischen Seite in jedem Falle zu berücksichtigen“ – Regisseur und Drehbuchautoren nahmen keine Änderungen am Film vor. Waterstradt weigerte sich ebenso, das Ende des Films umzuschreiben, nach dem Guste in einer Versammlung ihr Leben rekapitulieren sollte. „[S]o etwas hätte ihrem [Gustes] Charakter widersprochen. Man hat mir sehr zugesetzt, wie das so ist. Und ich mußte hartnäckig sein. Hätte ich nachgegeben, hätte das dem Film nur geschadet.“

## Kritik
Die zeitgenössische Kritik lobte den Film als „ein großartiges Epos“. Von der Regie sei „die Atmosphäre der Berliner Arbeiterwelt sehr genau und einfühlsam erfaßt und wiedergegeben worden. Das fängt bei den Bauten an und hört bei den Darstellern auf“. Besonders hervorgehoben wurde die authentische Darstellung der Schauspieler, die nicht wie „‚verkleidete‘ Schauspieler“ wirken. „Kurt Maetzig, der Regisseur von Ehe im Schatten, inszenierte die Zeitcavalcade mit Geist und Witz. Ihm standen gute Darsteller zur Seite.“, befand Der Spiegel. Camilla Spira wirke als Jugendliche genauso authentisch wie als alte Frau. Auch Christiane Mückenberger hob rückblickend die Darstellerleistungen hervor: „Es waren [die] Akteure, die den Buntkarierten trotz einiger didaktischer Passagen und hie und da hölzerner Dialoge eine für DEFA-Filme erfreuliche Frische und Sinnlichkeit mit auf den Weg gaben.“
Frank-Burkhard Habel nannte Die Buntkarierten im Jahr 2000 „eine[n] der großen Klassiker des DEFA-Films der ersten Nachkriegsjahre“.
Das Lexikon des internationalen Films lobte Die Buntkarierten als „[l]ebendig und gradlinig dargestellte Menschenschicksale in einer künstlerisch eindrucksvollen, der sozialistischen Weltanschauung verpflichteten DEFA-Produktion.“ Cinema schrieb: „Das aufwendig produzierte DEFA-Familienepos ist zugleich eine sozialistisch geprägte Chronik der Gewerkschaftsbewegung. Fazit: Opulenter Klassiker des DDR-Politkinos“.

## Auszeichnungen
Am 25. August 1949 erhielten verschiedene Mitwirkende am Film den erstmals durch Wilhelm Pieck verliehenen Nationalpreis für Kunst und Literatur, II. Klasse: Ausgezeichnet wurden Camilla Spira, Kurt Maetzig, Friedl Behn-Grund und Berta Waterstradt.